# Hypnum elatinum
Hypnum elatinum là một loài Rêu trong họ Hypnaceae. Loài này được (Saporta) Schimp. mô tả khoa học đầu tiên năm 1869.